# Allium rhodopeum
Allium rhodopeum är en amaryllisväxtart som beskrevs av Josef Velenovský. Allium rhodopeum ingår i släktet lökar, och familjen amaryllisväxter.

## Underarter
Arten delas in i följande underarter:
- A. r. rhodopeum
- A. r. turcicum